# Arenzana de Arriba
Arenzana de Arriba est une commune de la communauté autonome de La Rioja, en Espagne.

## Démographie
| 1900 | 1910 | 1920 | 1930 | 1940 | 1950 | 1960 | 1970 | 1981 |
| ---- | ---- | ---- | ---- | ---- | ---- | ---- | ---- | ---- |
| 173  | 167  | 156  | 136  | 143  | 126  | 88   | 51   | 47   |

| 1991 | 2001 | 2011 | - | - | - | - | - | - |
| ---- | ---- | ---- | - | - | - | - | - | - |
| 40   | 43   | 36   | - | - | - | - | - | - |

## Administration

### Conseil municipal
La ville de Arenzana de Arriba comptait 29 habitants aux élections municipales du 26 mai 2019. Son conseil municipal (en espagnol : Pleno del Ayuntamiento) se compose donc de 3 élus.
| Parti | Parti                                    | Voix | %       | Élus  |
| ----- | ---------------------------------------- | ---- | ------- | ----- |
|       | Parti populaire (PP)                     | 20   | 90,91 % | 3 / 3 |
|       | Parti socialiste ouvrier espagnol (PSOE) | 2    | 9,09 %  | 0 / 3 |

### Liste des maires
| Mandat    | Maire | Maire                             | Parti |
| --------- | ----- | --------------------------------- | ----- |
| 1979-1983 |       | Abel García Melón                 | UCD   |
| 1983-1987 |       | Abel García Melón                 | PSOE  |
| 1987-1991 |       | Miguel Ángel Pérez Domínguez      | PSOE  |
| 1991-1995 |       | Eleuterio Jesús Armiñanzas García | PP    |
| 1995-1999 |       | Francisco Prado Melón             | PSOE  |
| 1999-2003 |       | Pedro Ramiro Mateo Nieto          | PSOE  |
| 2003-2007 |       | Jesús Armiñanzas Sáenz            | PP    |
| 2007-2011 |       | Jesús Armiñanzas Sáenz            | PP    |
| 2011-2015 |       | Jesús Armiñanzas Sáenz            | PP    |
| 2015-2019 |       | Jesús Armiñanzas Sáenz            | PP    |
| 2019-2023 |       | Jesús Armiñanzas Sáenz            | PP    |